# Marie Aufranc
Marie Aufranc (1984) è un'ex sciatrice alpina francese.

## Biografia
Originaria di Embrun e attiva in gare FIS dal dicembre del 1999, in Coppa Europa la Aufranc esordì il 7 gennaio 2003 a Tignes in discesa libera (61ª), ottenne l'unica vittoria, nonché unico podio, il 9 febbraio 2006 a Sarentino nella medesima specialità e prese per l'ultima volta il via il 18 marzo successivo ad Altenmarkt-Zauchensee in supergigante, senza completare la gara. Si ritirò al termine di quella stessa stagione 2005-2006 e la sua ultima gara in carriera fu un supergigante FIS disputato il 7 aprile a Tignes, chiuso dalla Aufranc al 21º posto; in carriera non debuttò in Coppa del Mondo né prese parte a rassegne olimpiche o iridate.

## Palmarès

### Coppa Europa
- Miglior piazzamento in classifica generale: 55ª nel 2006
- 1 podio:
  - 1 vittoria

#### Coppa Europa - vittorie
| Data            | Località  | Paese  | Specialità |
| --------------- | --------- | ------ | ---------- |
| 9 febbraio 2006 | Sarentino | Italia | DH         |

Legenda:

DH = discesa libera